# Dipòdids
Els dipòdids (Dipodidae) són una família de rosegadors present arreu de l'hemisferi nord. Conté una trentena llarga d'espècies repartides entre 12 gèneres. Inclouen els jerbus. Les diferents espècies viuen en herbassars, deserts i boscos. Totes són capaces de saltar mentre mantenen una postura bípeda, però aquest caràcter es fa especialment evident en els jerbus desertícoles.

## Jerbus
Els jerbus (de l'àrab: جربوع jarbūʻ ) són els membres principals de la família Dipodidae. Els jerbus són rosegadors del desert que es troben al nord d'Àfrica i Àsia,. Solen viure en deserts calents.
Quan són perseguits, poden córrer fins a 24 km/h (15 mph). Algunes espècies són depredades per mussols (Athene noctua) a l'Àsia central. La majoria de les espècies tenen una audició excel·lent que utilitzen per evitar convertir-se en la presa dels depredadors nocturns. La vida útil típica és d'uns 6 anys.

### Taxonomia
Una anàlisi filogenètica va deixar només els jerboes a Dipodidae i revelant que eren un grup monofilètic.

### Anatomia i característiques corporals
Els jerbus semblen una mica cangurs en miniatura i tenen algunes similituds externes. Tots dos tenen potes posteriors llargues, potes davanteres curtes i cues llargues. Els jerbos es mouen d'una manera similar als cangurs, saltant o per locomoció terrestre. Tanmateix, quan s'examinen de prop, la seva locomoció difereix: a més de la velocitat, fan ús de girs pronunciats i grans salts verticals, per confondre i escapar dels depredadors. També a diferència dels cangurs, els tendons primaris de les extremitats posteriors només es van recuperar i es van reutilitzar al voltant del 3,1-14,3% de l'energia que va contribuir al salt, inferior a la de molts animals saltant.
De la mateixa manera que altres animals bípedes, el seu forat magre, el forat a la base del crani, està desplaçat cap endavant, cosa que millora la locomoció en dues potes. La cua d'un jerbu pot ser més llarga que el seu cap i el seu cos, i habitualment s'observa un cúmul de pèl blanc a l'extrem de la cua. Els jerbus utilitzen les seves cues per equilibrar-se quan salten i com a puntal quan s'asseuen dret. La pell de jerbu és fina, i normalment és del color de la sorra. Aquest color sol coincidir amb l'hàbitat del jerbu (un exemple de camuflatge). Algunes espècies de la família dels jerbus tenen orelles llargues com un conill, mentre que altres tenen orelles curtes com les del ratolí o la rata.

### Comportament
La locomoció bípeda dels jerbus consisteix a saltar, saltar i córrer, associats a canvis ràpids i freqüents i difícils de predir de velocitat i direcció, facilitant l'evasió dels depredadors en relació amb la locomoció quadrúpeda. Això pot explicar per què s'afavoreix l'evolució de la locomoció bípede en rosegadors que viuen al desert que s'alimenten en hàbitats oberts.
Els jerbus són més actius al vespre. Durant la calor del dia, es refugien en caus. A la nit, surten dels caus a causa de la temperatura més fresca del seu entorn. Excaven les entrades del seu cau prop de la vegetació, especialment al llarg dels límits del camp. Durant l'època de pluges, fan túnels en túmuls o turons per reduir el risc d'inundació. A l'estiu, els jerbus que ocupen els forats tapen l'entrada per evitar l'entrada d'aire calent i, segons especulen alguns investigadors, els depredadors. En la majoria dels casos, els caus es construeixen amb una sortida d'emergència que acaba just per sota de la superfície o s'obre a la superfície, però no està fortament obstruïda. Això permet al jerbu escapar ràpidament dels depredadors.
Els jerbus es relacionen sovint creen quatre tipus de caus. Un cau temporal d'estiu s'utilitza per cobrir-se durant la caça durant el dia. Disposen d'un segon cau temporal usat per caçar de nit. També tenen dos caus permanents: un d'estiu i un d'hivern. El cau permanent d'estiu s'empra activament durant tot l'estiu i les cries s'hi crien. Els jerbus hibernen durant l'hivern i fan servir el cau permanent d'hivern per a això. Els caus temporals són més curts que els permanents. Igual que altres animals que hibernen, aquestes criatures són més pesades abans de la hibernació específicament en llocs no pasturats (Shuai). A més, una major disponibilitat d'aliments durant la prehibernació contribueix a augmentar la massa corporal de les jerbus a les regions no pasturades i atrau més jerbus a migrar a zones no pasturades durant la post-hibernació. El pasturatge afecta negativament la població de jerbus abans i després de la hibernació, però no la taxa de supervivència.
Els jerbus són criatures solitàries. Un cop arriben a l'edat adulta, solen tenir el seu propi cau i buscar menjar pel seu compte. Tanmateix, es poden formar «colònies soltes» ocasionals, per la qual cosa algunes espècies de jerbus caven caus comunals que ofereixen calor addicional quan fa fred a l'exterior.

### Dieta
La majoria de les jerbus depenen del material vegetal com a component principal de la seva dieta, però no poden menjar llavors dures. Algunes espècies mengen de manera oportunista escarabats i altres insectes que troben. A diferència dels jerbus petits, els jerbus no emmagatzemen el seu menjar.

### Comunicació i percepció
Moltes espècies de la família Dipodidae es fan banys de pols, sovint una manera d'utilitzar la comunicació química. La seva audició aguda suggereix que poden usar sons o vibracions per comunicar-se.

### Reproducció
Els sistemes d'aparellament d'espècies estretament relacionades de la família Dipodidae suggereixen que poden ser polígins. Per a algunes espècies de jerbus estretament relacionades, l'aparellament sol passar poc temps després de despertar de la hibernació hivernal. Una femella es reprodueix dues vegades a l'estiu i cria de dos a sis cries. El temps de gestació és d'entre 25 i 35 dies. Poc se sap sobre la inversió dels pares en jerbus d'orelles llargues. Com la majoria de mamífers, les femelles alleten i cuiden les seves cries almenys fins que es deslleten.